# ファンタジックフィーバー
『ファンタジックフィーバー』（Fantasic Fever）とは2003年に稼働した8ステーションのメダルゲームである。このゲームは横に動くプッシャーである。

## 遊び方
メダルを入れて（投入口は上段と下段に分かれている）メダルを落とし、Slot Startの回っているチャッカーに通す（ストックは最大8つまで）。
各当たり目は以下の通り。
222　444　666　888
通常図柄、メダルを払い出す(確変中の場合は確変終了となり、通常のスロットに戻る)。
111　333　555　999
確変当たりで、メダルを払い出し、確変となる。確変中はスロットが2ラインになり、当選確率が上がる。2ラインで揃うと全ての払い出しが2倍になる（ファンタジックチャンス、JPチャンスの配当も2倍になる）。
777
ダイレクトジャックポットチャンス獲得+確変。
FFF
ダイレクトファンタジックチャンス獲得(ボールステップはそのまま)。
BALL BALL BALL（赤、青、緑のいずれかで同じ色が3つそろう）
ボールを1つ払い出す。ボールを3つ落とすとファンタジックチャンスに進む（1つ目と2つ目はメダルを20~30枚払い出す）。

## ファンタジックチャンス
ボールを3つ落とすかFFFがそろったときに発生する物理抽選。12個のボールが中央の抽選台に放出され抽選され、赤ランプのついたポケット5つに全て入るとジャックポットチャンスに進む。
赤ランプを全て消灯できなかった場合は赤ランプに入った個数に応じて配当を獲得する（1つ入れば20枚、2つ入れば30枚、3つ入れば50枚、4つ入れば70枚）。
なお、ランプのついたポケットに5つ全て入らなかったら特別ボーナスとして300枚獲得となる（抽選時の画面では、0  ???と表記されている）。

## ジャックポットチャンス
ジャックポットチャンス(JPC)は以下のいずれかの条件を満たすと発動する。
1. Fantasic Chanceで赤ランプがついた5つのポケット全てにチャンスボールが入る
2. スロットで777当たりに当選する

全体の照明がやや暗くなり、チャンスボールよりも大きいジャックポットボール（アナウンスはビックボール）が、筐体上部よりらせん状のレールをすべり落ちて中央の抽選機構に放出される。ボールが青ポケットに入れば100枚、赤ポケットに入れば200枚、緑のポケットに入ればJACKPOT獲得となる。ステーションの画面上、または中央抽選機構のデジタル数字に表示されている枚数が払い出される。
Fantasic ChanceやDirect Jackpot Chance開始前にストックが７以上あるとJACKPOT獲得時にボーナスとして50 - 100枚追加される（JACKPOTの最高枚数は通常5100枚）。